# Municipio III (2013)
Pour l’article homonyme, voir Municipio III (2001-2013).
Le  Municipio III, dit Monte Sacro, est une subdivision administrative de Rome.

## Géographie

### Situation
Limité à l'ouest par le cours du Tibre, le municipio s'étend sur 97,81 km2 dans la partie nord-est de la ville. Le territoire est principalement formé de collines et peut se diviser en deux zones distinctes. La partie urbanisée occupe le sud cependant que le nord est plutôt rural et comprend une grande partie de la réserve naturelle de la Marcigliana. 
Il est également baigné par l'Aniene, deuxième cours d'eau de la capitale, qui conflue avec le Tibre peu après le pont Salario.

### Municipi et communes limitrophes
|              | Riano         | Monterotondo, Mentana            |
| Municipio XV | Municipio III | Fonte Nuova, Guidonia Montecelio |
| Municipio II | Municipio IV  |                                  |

## Historique
En mars 2013, il remplace l'ancien Municipio IV sur le même territoire.

## Subdivisions
Il est divisé en treize zones urbanistiques :
- 4A - Monte Sacro
- 4B - Val Melaina
- 4C - Monte Sacro Alto
- 4D - Fidene
- 4E - Serpentara
- 4F - Casal Boccone
- 4G - Conca d'Oro
- 4H - Sacco Pastore
- 4I - Tufello
- 4L - Aeroporto dell'Urbe
- 4M - Settebagni
- 4N - Bufalotta
- 4O - Tor San Giovanni

## Politique et administration

### Municipalité
Le municipio est dirigé par un président et un conseil de 24 membres élus au suffrage direct pour cinq ans.
Le 21 février 2018, le conseil adopte une motion de censure contre la gestion de la présidente, ce qui entraîne la cessation du mandat de l'ensemble du conseil du municipio. La gestion courante de celui-ci est confiée par intérim à l'Assemblée capitoline et à la maire de la ville de Rome Virginia Raggi jusqu'à des élections anticipées. Celles-ci se déroulent les 10 et 24 juin suivants et sont marquées par la victoire de Giovanni Caudo, candidat du centre gauche, qui obtient 56,71 % des voix.

### Présidents
| Période     | Nom                     | Parti politique     | Notes                      |
| ----------- | ----------------------- | ------------------- | -------------------------- |
| 2013-2016   | Paolo Emilio Marchionne | Parti démocrate     |                            |
| 2016-2018   | Roberta Capoccioni      | Mouvement 5 étoiles |                            |
| 2018        | Virginia Raggi          | Mouvement 5 étoiles | Maire de Rome, commissaire |
| 2018-2021   | Giovanni Caudo          | Centre gauche       |                            |
| depuis 2021 | Paolo Emilio Marchionne | Parti démocrate     |                            |